# Oriana (película)
Oriana es una película venezolana dirigida por Fina Torres y filmada en 1985. Basada en el cuento corto "Oriane, tía Oriane" de la escritora colombiana Marvel Moreno, publicado originalmente para la revista Eco en el año 1975, adaptado a un guion por Antoine Lacomblez y la misma Fina Torres, este drama narra la historia de María, una mujer que luego de regresar a la casa donde vivió un corto tiempo en su infancia descubre algunos secretos de su tía Oriana quien murió y le dejó a ella la propiedad.
Esta película ganó el premio Caméra d'Or en el Festival de Cine de Cannes de 1985 y fue la primera película aclamada de Fina Torres, ganando varios premios en todo el mundo por su impecable trasvase del cuento de Marvel Moreno. 
El espectador se sumerge en el presente y pasado de Oriana, María y Fidelia, a principios y mitad del siglo XX, a través del encabalgamiento de analepsis y prolepsis. La cineasta vislumbra el poder patriarcal a través de la figura del dictador venezolano Vicente Gómez, el filme conserva la esencia del cuento, así como la personificación que realizan los actores frente a los personajes del mismo, Fina los enriquece y enaltece con personajes de otros cuentos de la misma escritora como Ciruelas para Tomasa, Barlovento y Algo tan feo en una señora bien.

## Sinopsis
La historia comienza con la noticia de la muerte de Oriana y el regreso de María a la que fue la casa de su tía en Venezuela, la cual ha recibido como herencia. Llega acompañada de su marido francés, habla español con marcado acento, y dice que no recuerda dónde está la casa y que tampoco conoce a Sánchez, el sirviente que acude a recibirla. María no sólo es una mujer que parece haber ido perdiendo la lengua materna y los recuerdos de la adolescencia: una secuencia anterior al viaje, que muestra a la pareja en la cama, así como la actitud de ambos en el automóvil y al llegar, ponen de manifiesto que el matrimonio está minado por el hastío, lo que incluye la pérdida de interés sexual. 
El llamado a recuento pone de manifiesto que algo falta en la vida de la María adulta. Se evidencia igualmente en su rigidez corporal y en la poca expresividad de sus gestos. También en su manera de vestir de mujer casada y de posición acomodada. Pero al entrar en la casa ella comienza a recordar y a transformarse también, como lo presagian los acordes que suenan cuando cruza el umbral. María sorpresivamente sabe dónde está escondida la llave del piano, puede tocar las notas de una pieza que trató de enseñarle Oriana y recuerda cuál era el cuarto de la tía.
El recuerdo de lo ocurrido en la hacienda hace que se descubra el parecido de la María del presente con la Oriana del pasado. Entre la historia de ambas hay, además, un paralelismo en lo que respecta a su iniciación sexual en la hacienda, aunque tienen distinto desenlace. En una secuencia del comienzo, cuando María entra al cuarto de la tía, su punto de vista se confunde con el de ella y ese pasar de una perspectiva a la otra se mantiene a todo lo largo del filme. Pero en la secuencia del comienzo se adopta el punto de vista de Oriana en planos que se sabe que son subjetivos por el montaje a diferencia del que muestra lo que ve María en el automóvil, cuando llega a la hacienda. La perspectiva de la tía es impersonal lo que sugiere que en la identificación con ella también hay un principio de distanciamiento.
El correlato de ello es que en lo que le sucedió a Oriana, a diferencia de lo que experimentó la muchacha, no hay cabos sueltos como la llegada sin explicaciones a la casa, ni ruidos extraños ni la presencia de un hombre que es como un fantasma. Causó una catástrofe, lo que también lo diferencia de la historia de María. Significó para la tía asumir las consecuencias de ser quien quería ser y amar a Sergio, un muchacho de condición social inferior y de color de piel diferente, en otras circunstancias históricas. Eran hermanastros, por lo que el desafío constituía, por violar un tabú, algo abominable. Oriana hurga profundamente en las llagas de una sociedad racista al plantear la pregunta de si el establecer relaciones con personas de estatus y características diferentes no es visto como algo tan contrario al orden natural como acostarse con un hermano.
Abominable es también que Oriana se haya descubierto a sí misma, con sentimientos, una sexualidad y una necesidad de pareja que buscan realizarse en un mundo que estaba bajo dominio masculino. La tiranía se manifiesta en el hecho de que el padre está autorizado a cruzar las barreras infranqueables para la joven. Engendró a Sergio con una mujer desconocida pero de las mismas características que hacían del joven un amor prohibido para Oriana y lo trajo a vivir con sus hijas legítimas. El retrato que hay en la casa que lo representa con una banda que lo distingue como jerarca político o militar, vistiendo liquiliqui, un traje típico de Venezuela, redondea la crítica del hombre fuerte: es el que establece con su poder un “orden” político, social y sexual al cual no está sujeto. No se trata, además, de un poder masculino en general, sino el de un hombre en particular, que somete a otros hombres. Sergio, el hijo ilegítimo, lo sufre tanto como Oriana porque su presencia en la hacienda es un capricho. Se hace manifiesto en la secuencia en la que el padre le dispara a una lata que él sostiene en una mano. De esa manera le hace ver que podría matarlo en cualquier momento.
Un juego infantil de Oriana en cambio, consiste en apuntar a su padre con un revólver. Eso también es significativo para el distanciamiento entre la María adulta y lo que recuerda de su tía, desde la perspectiva de una mujer que después vivió lejos de ese lugar. El conflicto de Oriana con su padre no sólo se expresa como rebeldía sino también como intentos de copiarlo. Su resistencia a llorar lo demuestra y ver que no lloraba es algo que hacía feliz a su padre. El hombre fuerte era aficionado a cultivar flores, un rasgo que desentona con la dureza que manifiesta en el retrato, y Oriana también siguió sus pasos en ello. La admiración de la adolescente por la tía da un giro hacia la crítica en esos detalles, que hacen ver la profundidad de su prisión, aunque pudo librarse del encierro al que la castigó su padre se quedó en la hacienda, cultivando más el resentimiento que el recuerdo de su único amor. Los objetos que elaboró Sergio para ella están abandonados o enterrados, pero Oriana no deja que falte nunca, frente al retrato que infunde miedo de su padre un ramo de las flores que él odiaba.
La esencia del giro que se da en Oriana al problema del encontrarse a uno mismo es apropiarse de aquello que hay de herencia en la persona que se desea ser, sin terminar prisionero del pasado, como la tía, y sin hacerle trampas como Oriana dice que hacía la madre de María. Una dificultad es que eso no sólo requiere voluntad de cambiar sino también del destino que lleva a María fuera del país de hacienda, a Francia, y que la trae de vuelta por la muerte de su tía. La valentía necesaria es la de hallarse de nuevo, en una iniciación como la que propició en la adolescencia su tía, al juntar otra vez lo que se había dispersado en el olvido y que vuelve por razones tan misteriosas como fue la experiencia de descubrirlo. “Ellos regresarán si los quieres de verdad” le dice la tía a la María adolescente en referencia a los recuerdos. Pero agrega que cerrando los ojos se ven mejor, porque para ella sólo puede ocurrir en la memoria, sin que su vida cambie. El caso de María es diferente, la autenticidad es lo que puede ser recompuesto cuando el destino lo propicia, a pesar de los cambios y también por causa de ellos.

## Reparto
| Actor                 | Personaje          |
| --------------------- | ------------------ |
| Doris Wells           | Oriana             |
| Mirtha Borges         | Fidelia            |
| Philippe Rouleau      | Georges            |
| Luis Armando Castillo | Sergio             |
| David Ardila          | Chauffeur          |
| Hanna Caminos         | Oriana Niña        |
| Alejandro Padrón      | Sergio Niño        |
| Leonor Contramaestre  | Anabel Niña        |
| Claudia Venturini     | Oriana Adolescente |
| Maya Oloe             | María adolescente  |
| Daniela Silverio      | María adulta       |
| Henry Páez            | Joven Sánchez      |
| Asdrúbal Meléndez     | Sánchez            |
| Rafael Briceño        | Padre              |
| Martha Canelon        | Madre              |